# Rod Mason
Rodney Walter Mason (Tulsa, Oklahoma, 2 de julio de 1966) es un exjugador de baloncesto profesional de nacionalidad estadounidense cuya mayor parte de carrera deportiva transcurrió en distintos clubes de España.
Llegó a ser internacional absoluto por Estados Unidos, Selección con la que ganó la medalla de oro en el Torneo de las Américas en 1993.

## Trayectoria deportiva
- 1984-86 Northeastern Oklahoma A&M Junior College. NJCAA
- 1986-88 Creighton University. NCAA
- 1990-94 Omaha Racers. CBA
- 1994-95 Trotamundos de Carabobo. LPB
- 1995-96 Cáceres CB. ACB
- 1996-97 Oklahoma City Cavalry. CBA
- 1997 CB Gran Canaria. ACB
- 1998-99 Breogán Lugo. LEB
- 1999 Breogán Lugo. ACB
- 1999-00 CB Murcia. LEB
- 2001-02 León Caja España. LEB